# Tito Ambrosini
Tito Camillo Giovanni Battista Santo Ambrosini (* 24. Juni 1903 in Genua; † 14. April 1965 ebenda) war ein italienischer Wasserballspieler.

## Karriere
Ambrosini nahm mit der italienischen Nationalmannschaft und seinen Teamkollegen Mario Balla, Arnaldo Berruti, Mario Cazzaniga, Eugenio Dellacasa, Achille Gavoglio und Giuseppe Valle am olympischen Wasserballturnier 1924 in Paris teil. Die Italiener unterlagen bereits in der ersten Runde dem Team aus Schweden mit 0:7. Damit belegte die Mannschaft den geteilten zehnten Platz unter dreizehn Teilnehmern.
Ambrosini spielte für den Verein SG Andrea Doria aus Genua, der zwischen 1921 und 1931 insgesamt achtmal die italienische Meisterschaft im Wasserball für sich entscheiden konnte.